# Principado episcopal de Wurzburgo
El principado episcopal de Wurzburgo fue un principado eclesiástico del Sacro Imperio Romano Germánico localizado en la Baja Franconia al oeste del Obispado-Principesco de Bamberg. Wurzburgo había sido una diócesis desde 743. Definitivamente establecido por el Concordato de 1448, los obispos en Alemania eran elegidos por los canónigos del cabildo de la catedral y su elección era después confirmada por el papa. Siguiendo una práctica común en Alemania, los Príncipes-Obispos de Wurzburgo eran frecuentemente elegidos de otros principados eclesiásticos Los últimos príncipes-obispos residieron en la Residencia de Wurzburgo, que es uno de los grandes palacios barrocos de Europa.

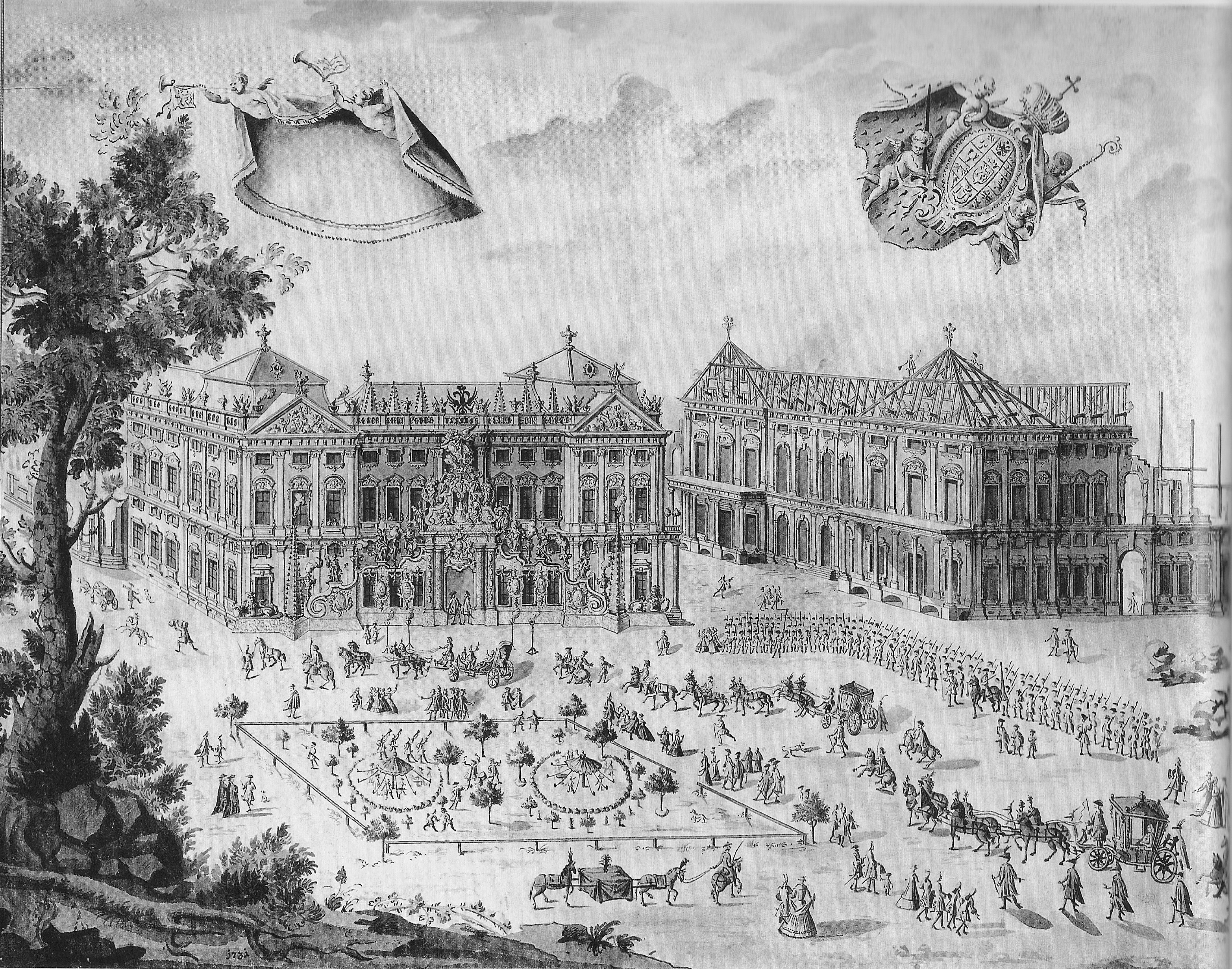
El Obispo Friedrich Carl von Schönborn haciendo una solemne entrada en los terrenos de su nueva Residencia, todavía en construcción.

Como consecuencia del tratado de Lunéville de 1801, Wurzburgo, junto con otros estados eclesiásticos de Alemania, fue secularizado en 1803, y absorbido por el Electorado de Baviera. El mismo año, Fernando III, anterior Gran Duque de Toscana, fue compensado con el Electorado de Salzburgo. En la Paz de Presburgo de 1805, Fernando perdió Salzburgo en favor del Imperio austríaco, pero fue compensado con el nuevo Gran Ducado de Wurzburgo, habiendo renunciado Baviera a este territorio a cambio del Tirol. Este nuevo estado perduró hasta 1814, cuando fue de nuevo anexado por Baviera.
La diócesis católica de Wurzburgo fue restablecida en 1821 sin poder temporal.

## Duque de Franconia
En 1115, Enrique V concedió el territorio de Franconia Oriental (Ostfranken) a su sobrino Conrado de Hohenstaufen, quien utilizó el título de "Duque de Franconia". Franconia permaneció una base del poder Hohenstaufen hasta 1168, cuando al Obispo de Wurzburgo le fueron formalmente cedidos los derechos ducales de Franconia Oriental. El nombre "Franconia" cayó en desuso, pero el obispado lo revivió en su favor en 1442 y lo sostuvo hasta las reformas de Napoleón Bonaparte que lo abolieron.

## Escudo de armas

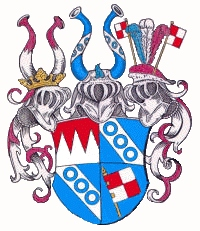
Las armas de un obispo de Wurzburgo.

El Sacro Imperio Romano Germánico en 1648.

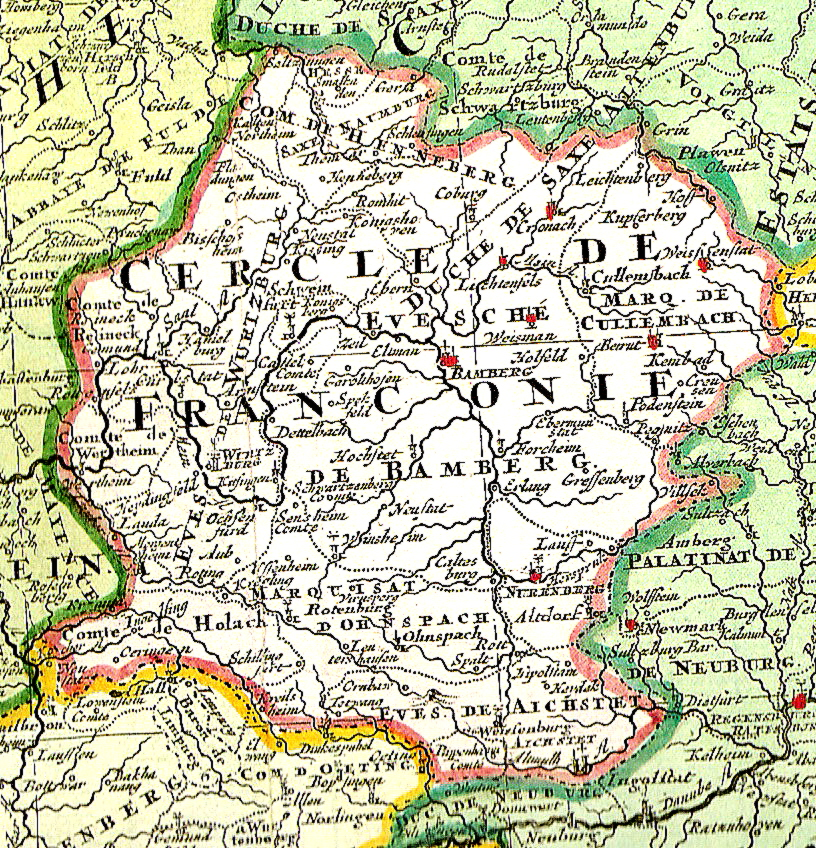
Mapa de la región.

El escudo de armas original mostraba la bandera “Rennfähnlein”, cuarteada de plata y gules, en una lanza de oro, en curva, en campo de azur. En el siglo XIV fue creado otro escudo de armas (“Rechen”, rastrillo). El escudo representaba el holismo del cielo y la tierra. Los tres picos blancos representan la trinidad de Dios y los cuatro picos rojos, dirigidos a la tierra, representan los cuatro puntos cardinales, representando toda la extensión de la tierra. El color rojo representa la sangre de Cristo.
Los príncipes-obispos utilizan ambos en su escudo de armas personal. El Rechen y la Rennfähnlein representaban la diócesis, mientras que los otros campos (usualmente dos) mostraban el escudo de armas de la familia del obispo. El escudo de armas mostraba el Rechen en el primer o tercer cuartel, y la Rennfähnlein en el segundo o cuarto cuartel.

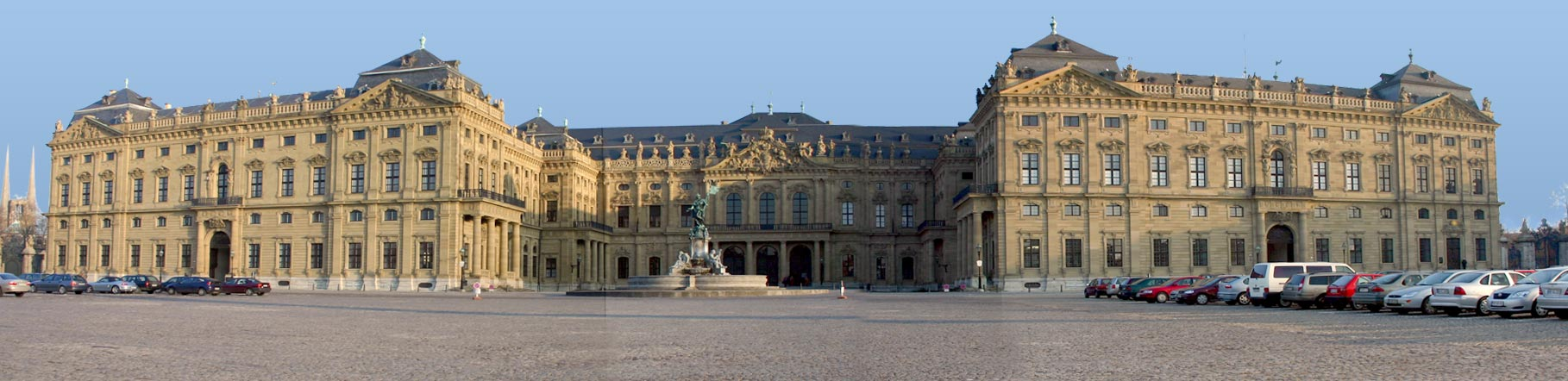
Residencia de Wurzburgo (1719-1744), residencia oficial de los príncipes-obispos construida por Johann Philipp Franz von Schönborn y Friedrich Karl von Schönborn

Edificaciones del obispado
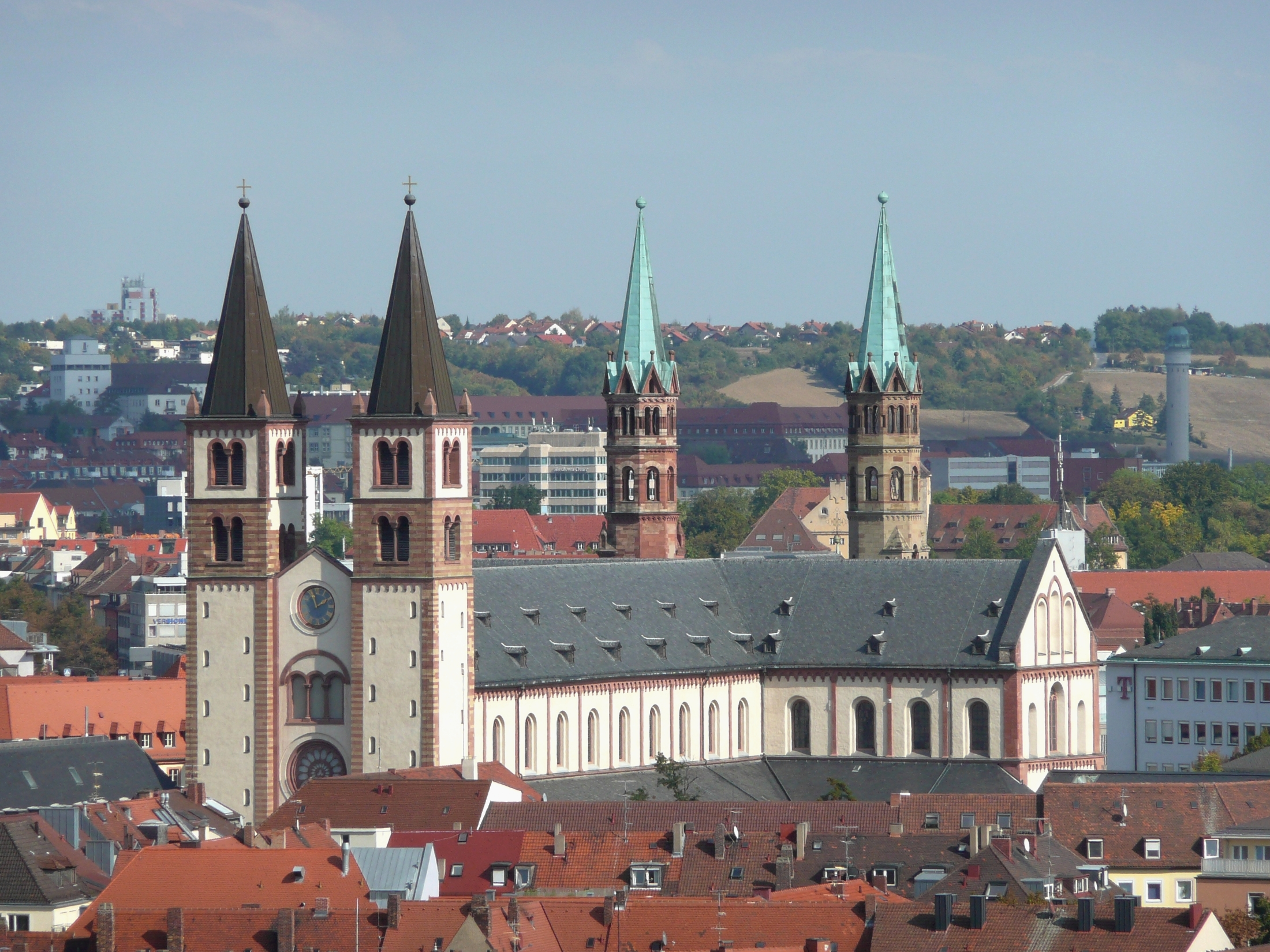
Catedral de Wurzburgo
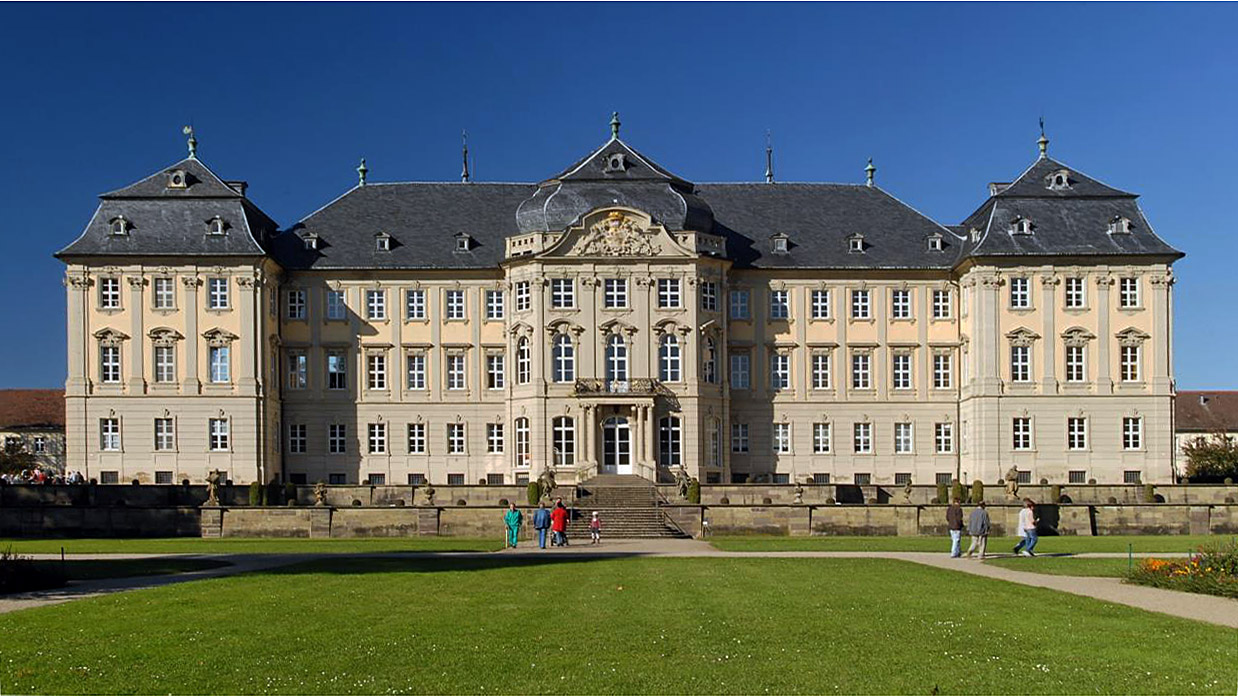
Castillo de Werneck (1733-1745), construida por Friedrich Karl von Schönborn
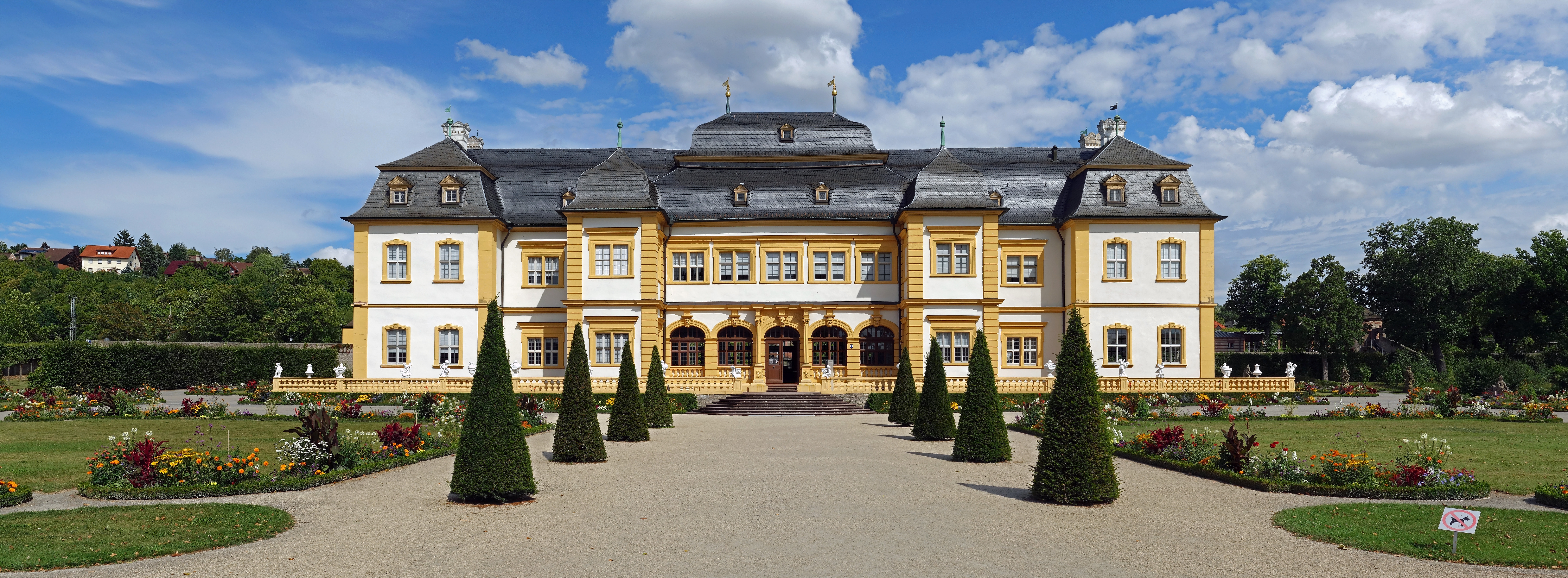
Veitshöchheim, residencia de verano
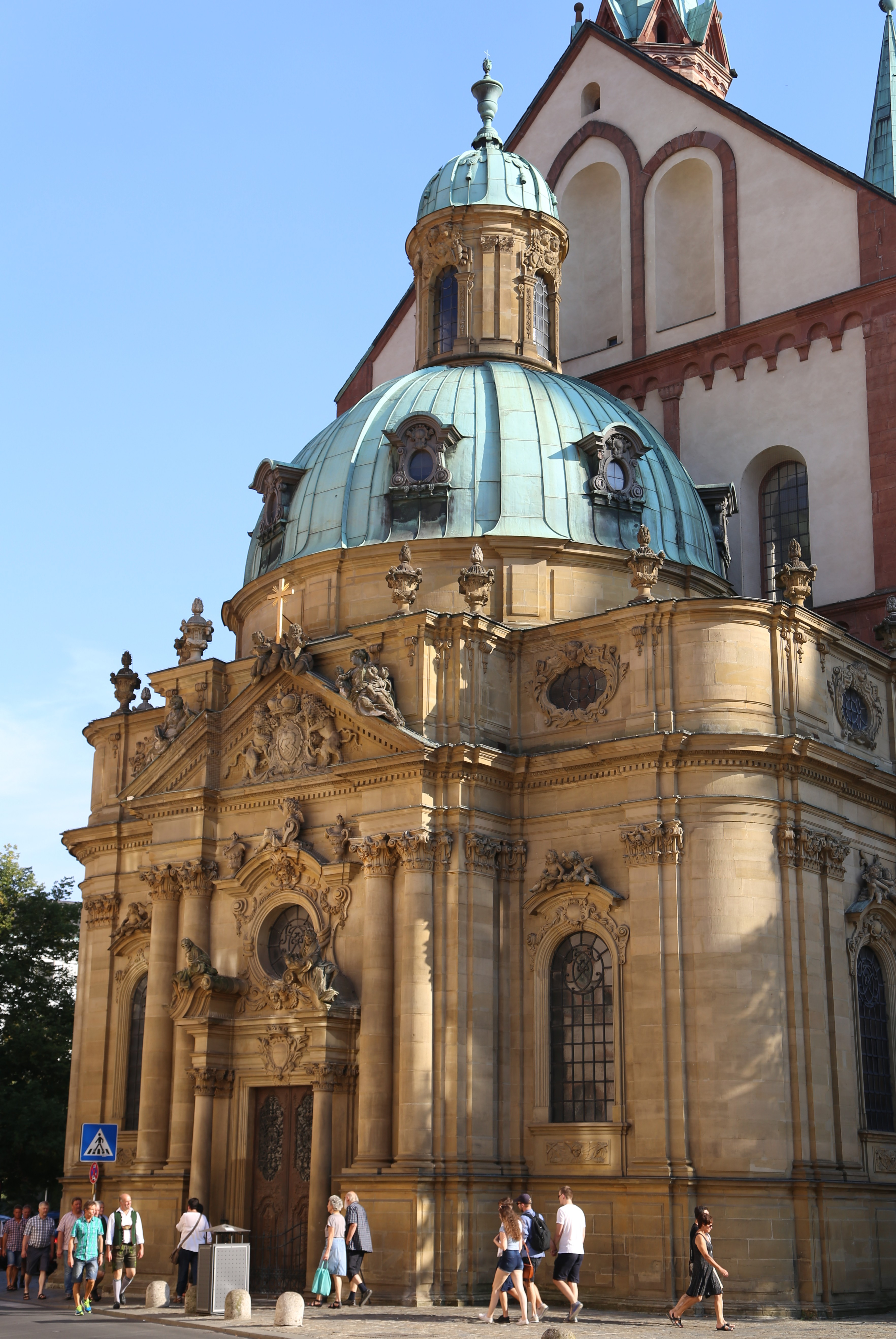
Capilla funeraria de los Schönborn

## Obispos de Wurzburgo, 743-1808

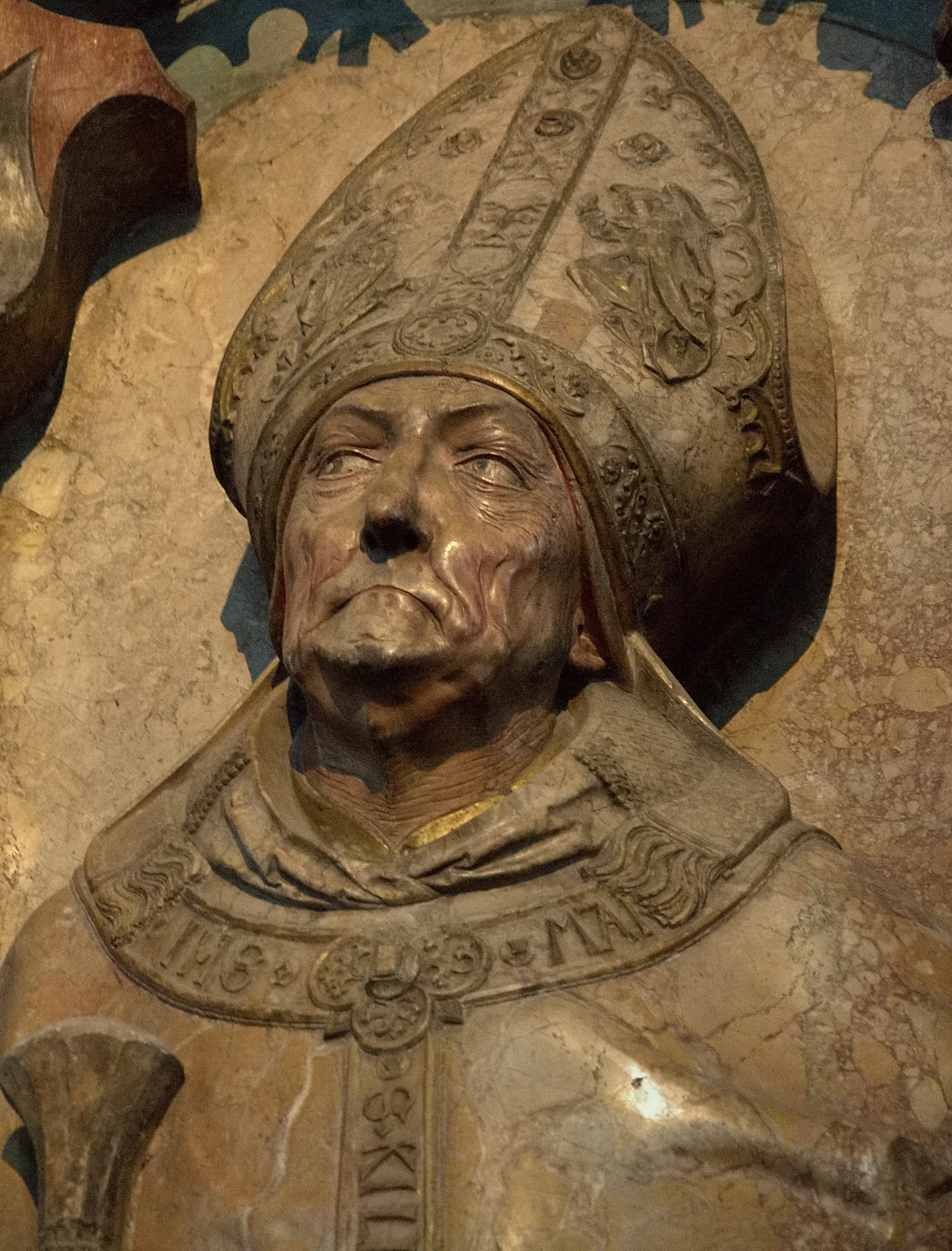
Príncipe-obispo Rudolf von Scherenberg

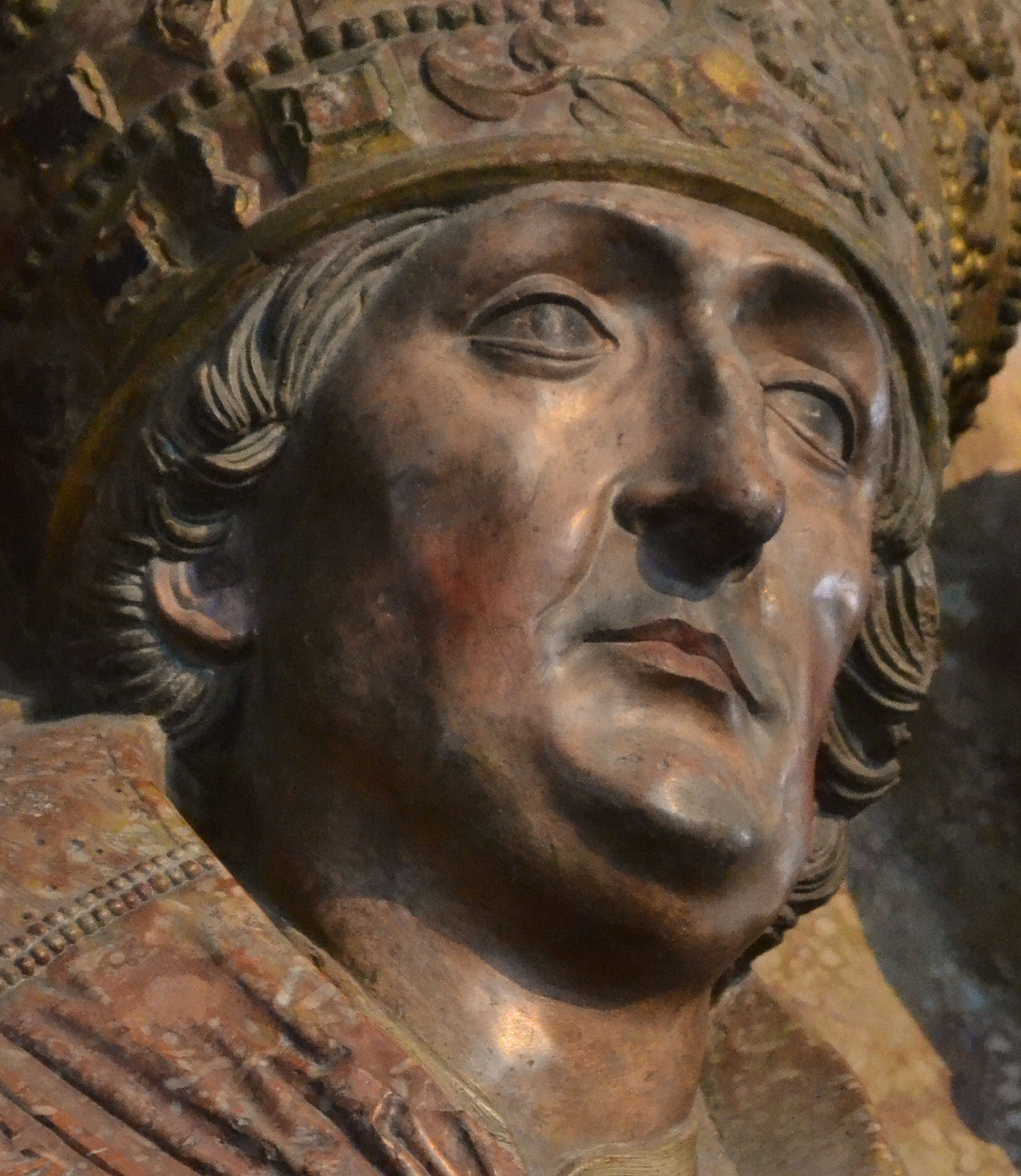
Príncipe-obispo Lorenz von Bibra

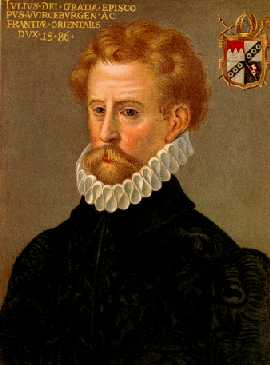
Julius Echter von Mespelbrunn

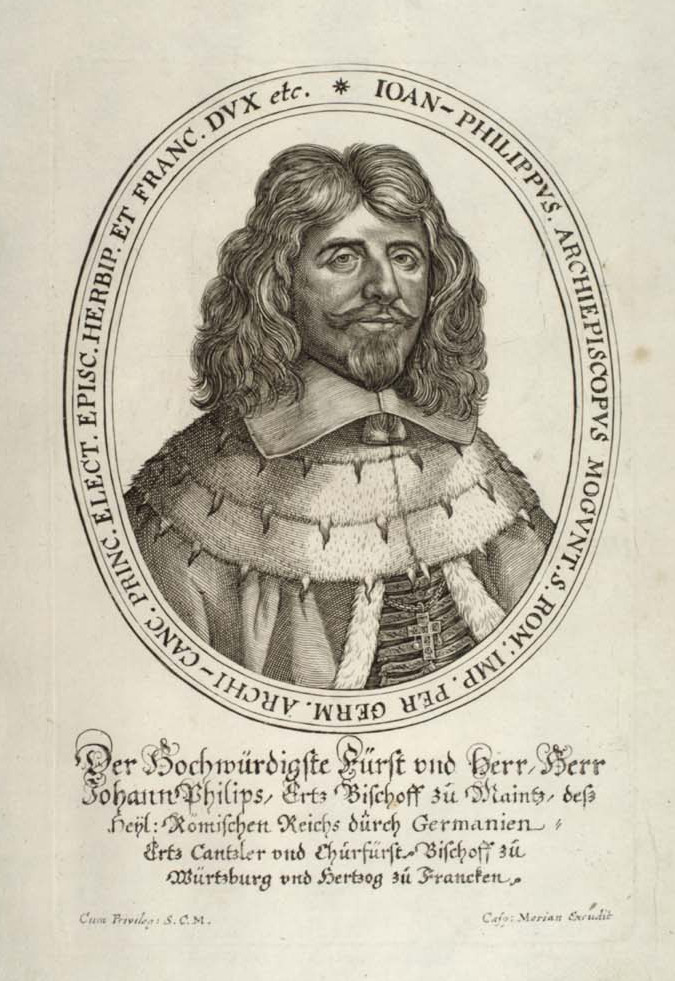
Príncipe-obispo Johann Philipp von Schönborn

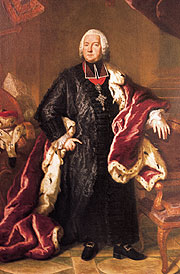
Adam Friedrich von Seinsheim

- San Bonifacio, primer obispo de Wurzburgo consagrado en 741 o 742
- San Burcardo I 743-755
- San Megingold von Rothenburg 755-769
- Bernulf 769-800
- Luderich 800-803
- Egilwart 803-810
- Wolfgar 810-832
- Hunbert 833-842
- Godwald von Henneberg 842-855
- Arno von Endsee 855-892
- Rodolfo I von Conradinos 892-908
- Theodo von Henneberg 908-931
- Burchard II 932-941
- Poppo I 941-961
- Poppo II 961-983
- Hugo von Rothenburg 983-990
- Bernward von Rothenburg 990-995
- Heinrich I von Rothenburg 995-1018
- Meinhard I von Rothenburg 1018-1034
- Bruno de Carintia 1034-1045
- Adalbero von Lambach-Wels 1045-1085
- Meinhard II von Rothenburg 1085-1088
- Einhard von Rothenburg 1089-1105
- Rupert von Tundorf 1105-1106
- Erlung von Calw 1106-1121
- Gebhard von Henneberg 1122-1127
- Rudiger von Vaihingen 1122-1125
- Emicho von Leiningen 1125-1146
- Siegfried von Truhendingen 1146-1150
- Gebhard von Henneberg 1150-1159
- Heinrich II von Stuhlingen 1159-1165
- Herold von Hochheim 1165-1170
- Reginhard von Abenberg 1171-1186
- Gottfried I von Spitzenberg-Helfenstein 1186-1190
- Felipe de Suabia 1190-1191
- Heinrich III de Berg 1191-1197
- Gottfried II von Hohenlohe 1197
- Konrad von Querfurt 1197-1202
- Heinrich IV von Katzburg 1202-1207
- Otto von Lobdeburg 1207-1223
- Dietrich von Homburg 1223-1225
- Hermann I von Lobdeburg 1225-1254
- Iring von Reinstein-Homburg 1254-1266
- Heinrich V von Leiningen 1254-1255
- Poppo III von Trimberg 1267-1271
- Berthold I von Henneberg 1271-1274
- Berthold II von Sternberg 1274-1287
- Mangold von Neuenburg 1287-1303 (Obispo de Bamberg 1285)
- Andreas von Gundelfingen 1303-1313
- Gottfried III von Hohenlohe 1313-1322
- Friedrich von Stolberg 1313-1317
- Wolfram Wolfskeel von Grumbach 1322-1332
- Hermann II Hummel von Lichtenberg 1333-1335
- Otto II von Wolfskeel 1335-1345
- Albrecht I von Hohenberg 1345-1349
- Albrecht II von Hohenlohe 1350-1372
- Gerhard von Schwarzburgo 1372-1400
- Albrecht III von Katzburg 1372-1376
- Johann I von Egloffstein 1400-1411
- Johann II von Brunn 1411-1440
- Sigmund de Sajonia 1440-1443
- Gottfried I von Limpurg 1443-1455
- Johann III von Grumbach 1455-1466
- Rodolfo II von Scherenberg 1466-1495
- Lorenz von Bibra 1495-1519
- Konrad von Thüngen 1519-1540
- Conrad von Bibra 1540-1544
- Melchior Zobel von Giebelstadt 1544-1558
- Friedrich von Wirsberg 1558-1573
- Julius Echter von Mespelbrunn 1573-1617
- Johann Gottfried von Aschhausen 1617-1622 (Obispo de Bamberg 1609-1622)
- Philipp Adolf von Ehrenberg 1622-1631
- Franz von Hatzfeld 1631-1642 (Obispo de Bamberg 1633-1642)
- Johann Philipp von Schönborn 1642-1673
- Johann Hartmann von Rosenbach 1673-1675
- Peter Philipp von Dernbach 1675-1683
- Konrad Wilhelm von Wernau 1683-1684
- Johann Gottfried II von Gutenberg 1684-1698
- Johann Philipp von Greifenclau zu Vollraths 1699-1719
- Johann Philipp Franz von Schönborn 1719-1725
- Christoph Franz von Hutten 1724-1729
- Friedrich Karl von Schönborn 1729-1746 (también Obispo de Bamberg)
- Anselm Franz von Ingelheim 1746-1749
- Karl Philipp von Greifenclau zu Vollraths 1749-1754
- Adam Friedrich von Seinsheim 1755-1779 (Obispo de Bamberg 1757-1779)
- Franz Ludwig von Erthal 1779-1795 (también Obispo de Bamberg)
- Georg Karl Ignaz von Fechenbach zu Laudenbach 1795-1808

Pérdida del poder secular en 1803. El territorio es cedido a Baviera hasta 1805.